# Luis Manuel Ávila
Luis Manuel Ávila (Cidade do México, 30 de janeiro de 1971) é um ator e cantor mexicano.

## Telenovelas
- Los cousins (2018) - Luis
- El bienamado (2017) - Pepón
- La vecina (2015-2016) - Eng. Gutiérrez
- La tempestad (2013) - Olinto
- Cásate conmigo (2013) - Pepe
- Estrella2 (2013) - Sr. Maclovich
- Por ella soy Eva (2012) - Onésimo Garcia Torres
- Triunfo del amor (2010-2011) - Luciano Ferretti
- Camaleones (2009-2010) - Eusebio Portillo[2]
- Las tontas no van al cielo (2008) - Samuca
- La fea más bella (2006-2007) - Tomás Moura
- Misión S.O.S (2004) - Raus
- La familia P. Luche (2002-2012) - Junior P. Luche / Comandante Alighieri
- Aventuras en el tiempo (2001) - Policial
- Furcio (2000)
- Humor es... Los comediantes (1999)
- Derbez en cuando (1998-1999) - Vários personagens
- El balcón de Verónica (1997)
- Al ritmo de la noche (1997)
- Hoy con Daniela (1996)